# Vaillant Arena

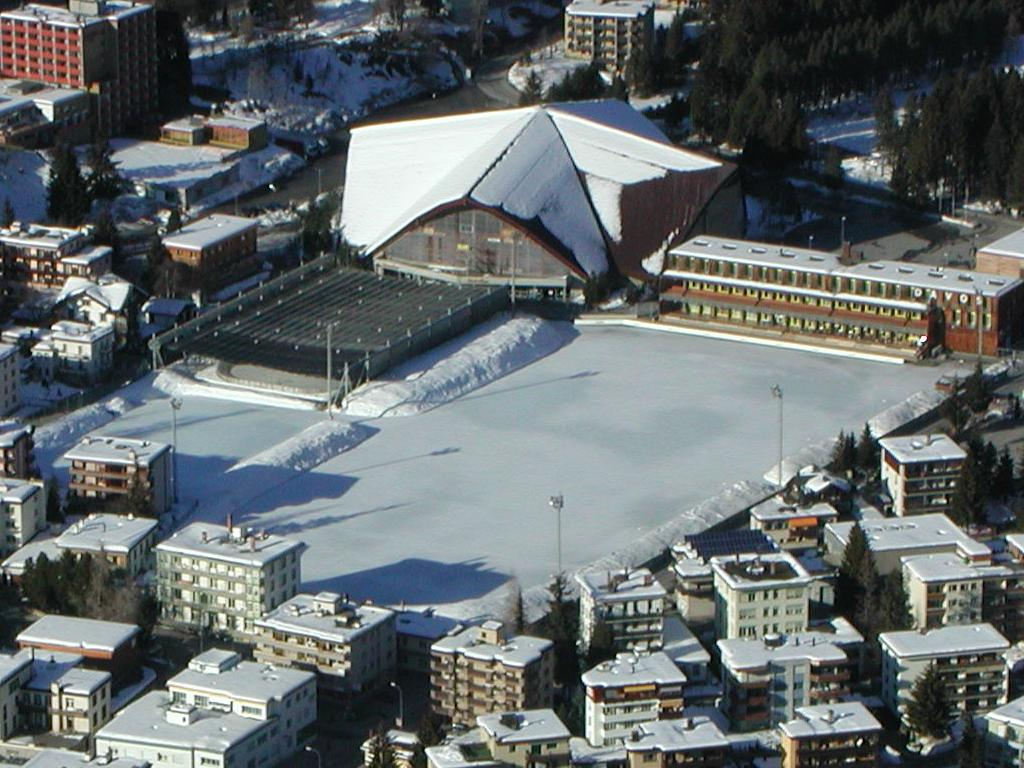
Vaillant Arena

Vaillant Arena znana również jako Eisstadion Davos to stadion znajdujący się w Davos w Szwajcarii. Przeznaczony jest on do gry w hokeja na lodzie. Stadion ten jest używany przez HC Davos. Każdego roku rozgrywany jest tutaj Puchar Spenglera.

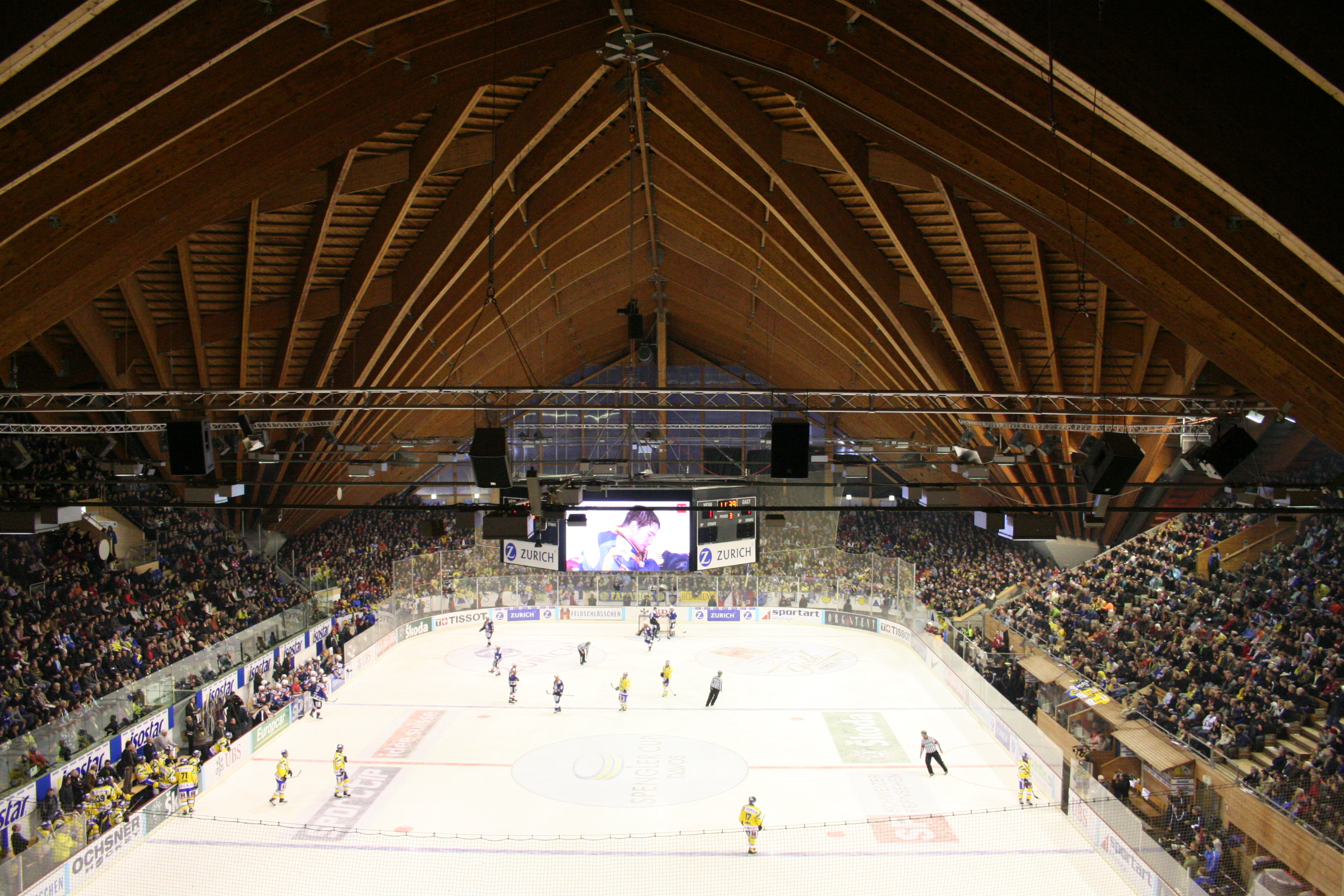
Vaillant Arena podczas Pucharu Spenglera 2006

## Informacje
- Adres: Kurgartenstrasse, 7270 Davos Platz
- Rozpoczęcie prac budowlanych: 1979
- Otwarcie: 1979
- Pojemność: 7 080 miejsc